# Біржове право
Біржове право — це підгалузь господарського права, що регулює суспільні відносини, які виникають в процесі утворення, функціонування та розвитку біржових інститутів
Предметом біржового права є суспільні відносини, що виникають з приводу створення та діяльності бірж, при здійсненні біржових операцій. Такі правовідносини, які пов'язані зі здійсненням біржової діяльності, реєстрацією суб'єкта біржового ринку, державним регулюванням діяльності бірж.
Змістом біржового права як системи правового регулювання біржової діяльності складають юридичні норми, що застосовуються в процесі утворення, функціонування та розвитку біржових інститутів.

## Методи біржового права
Імперативний метод регулює відносини між біржою та державою (наприклад, обов'язковість ліцензування біржової діяльності). Ознаки імперативного методу: 
- наявність державно-владних приписів,
- відсутність можливості домовленості сторін,
- юридична нерівність сторін у владних біржових відносинах

Диспозитивний метод регулює відносини між біржами та покупцями (можливість вибору покупцем біржового товару; вибір форми розрахунків та ін.).  Ознаки диспозитивного методу: 
- рівність учасників правовідносин,
- автономія та самостійність учасників біржових відносин,
- альтернативна можливість вибору суб'єктами біржового ринку різних варіантів поведінки в рамках закону

Комплексний метод поєднує в собі прояви імперативного та диспозитивного методів. Ознаки комплексного методу: 
- майнова самостійність учасників правовідносин,
- застосування переважно способів непрямого (економічного) впливу на учасників правовідносин,
- «коридор автономії волі» обов'язкових учасників біржових відносин, прикладом яких можуть бути правовідносини, що виникають в процесі створення біржової установи при встановленні її засновниками розміру статутного капіталу.